# Fulton (Indiana)
Fulton es un pueblo ubicado en el condado de Fulton en el estado estadounidense de Indiana. En el Censo de 2010 tenía una población de 333 habitantes y una densidad poblacional de 722,31 personas por km².

## Geografía
Fulton se encuentra ubicado en las coordenadas 40°56′46″N 86°15′51″O / 40.94611, -86.26417. Según la Oficina del Censo de los Estados Unidos, Fulton tiene una superficie total de 0.46 km², de la cual 0.46 km² corresponden a tierra firme y (0%) 0 km² es agua.

## Demografía
Según el censo de 2010, había 333 personas residiendo en Fulton. La densidad de población era de 722,31 hab./km². De los 333 habitantes, Fulton estaba compuesto por el 98.2% blancos, el 0% eran afroamericanos, el 0% eran amerindios, el 0% eran asiáticos, el 0% eran isleños del Pacífico, el 1.8% eran de otras razas y el 0% pertenecían a dos o más razas. Del total de la población el 2.1% eran hispanos o latinos de cualquier raza.